# エフエム三木
エフエム三木（エフエムみき）は、兵庫県三木市周辺をエリアとするコミュニティ放送局である。愛称は「エフエムみっきぃ」。

## 概要
三木商工会議所、三木市などが出資する第三セクターである株式会社エフエム三木が運営。放送エリア内人口は約360000人。兵庫地域ラジオネットワーク連絡会（ラジネットひょうご）に加盟している。
1993年4月、三木商工会議所青年部の活動の一環としてコミュニティ放送の調査を開始。1996年5月に三木商工会議所、三木市などが発起人となり、株式会社エフエム三木を設立。1996年11月に郵政省（当時）より放送局免許状を取得。同年12月1日、全国で50番目のコミュニティ局として開局。
町おこし活動が原動力となったことから、地域リーダーに住民ボランティアが協力して地域密着型番組を編成制作し、市内のニュース・天気や交通情報など地域に密着した情報を発信している。市役所ホールの一角にオープンスタジオを構え、市民の活動、行政広報、地域情報が即時放送できるのが強み。また、三木市内のイベントを生中継している。
2009年4月6日にSimulRadioに参加したが配信を終了し、2019年1月1日からJCBAインターネットサイマルラジオに移行している。

## 沿革
- 1996年（平成8年）
  - 10月21日 市役所みっきいホールスタジオ完成。
  - 11月2日 サービス放送開始。
  - 12月1日 開局記念式典（生放送）。
  - 12月2日 レギュラー番組放送開始。
- 1997年（平成9年）
  - 4月1日 番組改編を実施。
  - 10月1日 24時間放送を開始。
- 2000年（平成12年）3月10日 市内南東部（緑が丘、自由が丘地区）受信状況改善のため、送信出力を20Wに増力[2]。
- 2008年（平成20年）11月1日 吉川町に吉川中継局を開局[4]。
- 2009年（平成21年）4月6日 SimulRadioに参加。
- 2010年（平成22年）7月 ワンマン放送を開始。
- 2011年（平成23年）3月 J-ALERTを導入。
- 2019年（平成31年）1月1日 ネット配信をJCBAインターネットサイマルラジオに変更。

## 主な番組
朝・昼・夜帯に2時間から4時間の生放送番組を組み、主力番組としており、『みきらぢ ハチヒル』、『みきらぢ サンナナ』、それに土曜・日曜・祝日の『ホリデーみっきい』がある。祝日は通常編成の生ワイド番組を休止し、ホリデーみっきいを放送する。
市政広報『三木市の窓』では三木市からの告知を適時放送する。他に市長が出演するコーナー「市長さんこんにちは」、市職員が出演する「聴いとこ!知っとこ!情報」がある。
近年は5月5日に、近隣コミュニティFM局BAN-BANラジオ（加古川市）との共同企画で「大人の子どもの日スペシャル」を放送している。
そのほかボランティアスタッフ制作番組が多数ある。自社制作番組以外の時間は、ミュージックバードの番組などを放送している。

### 自主制作番組
- みきらぢ ハチヒル（生放送、ただし祝日は放送休止）　月 ‐ 金　8:00 ‐ 10:00
- 三木市の窓　月 ‐ 金　9:30 ‐ 10:00
- みきらぢ サンナナ（生放送、ただし祝日は放送休止）　月 ‐ 金　15:00 ‐ 19:00
- ホリデーみっきぃ（生放送）　土 ‐ 日　10:00 ‐ 12:00
- 毛利俊之のGPラジオ　月　19:30 ‐ 20:00
- みっきぃ落語サロン　月　20:00 ‐ 20:45
- ③⑨の会　朗読のことだま　月　21:30 ‐ 20:45、火 13:30 - 13:30
- 10時前のヒーロー　月　21:45 ‐ 22:00
- Challenge to Dream ～若手アーティスト応援番組～ 火　13:00 - 13:30（隔週再放送）
- 純子と恵子のピュアグレイス～すべての人が輝いて生きる～　火　13:30 - 14:00
- あめんぼあかいなあいうえお　火　19:00 - 19:30
- 宮本とし美のThe歌店　火　20:30 - 21:00
- KYSタイム　火　21:00 - 21:30
- アニソン一番宅配便　火　21:30 ‐ 22:00
- Tiny pockets 水 13:00 - 13:30
- みっきぃ自由空間 水 19:00 - 19:30
- デュオ睡蓮の小さなキセキ　水　19:30 ‐ 20:00
- VIVA LA MUSICA～音楽万歳～　水　20:30 ‐ 21:00
- 高橋誠のシャイニングメモリーズ　水　21:00 ‐ 21:15
- 金井由美子の草むらだより 木　12:30 - 12:45
- さるとる情報局 木　12:45 - 13:00
- 今日もやっぱり花咲かり 木　13:30 - 14:00
- ちい黒診療所 木　19:00 - 19:30
- エムクライムタウン 木　19:30 - 20:00
- Cooley+ 木　20:30 - 21:00
- Music room761 木　21:00 - 21:30
- 世界に花を咲かせまshow ver.2　木　21:30 ‐ 21:30
- 朗読　神戸新聞正平調 金　12:30 - 13:00
- 上北夏味のサウンド・オブ・ウインド 木　13:30 - 14:00
- あおせん情報局 金　19:00 - 19:30
- MOTOの風に抱かれる 金（隔週 再放送） 19:30 - 20:00
- Sweet English The Best 金　20:30 - 21:00
- ほっぷすてっぷ　金　22:00 - 22:30
- BREATH OF EARTH 金　（隔週 再放送）　22:00 - 22:30
- Theオーディション 金　23:30 - 24:00
- ホリデーみっきぃ　土・日　10:00 - 12:00
- 横山波音のまるごとMUSIC 土　7:00 - 8:00
- 豊来家玉之助のガヤガヤ日和 土　9:00 - 9:30
- 村岡まゆこの県政CAFE 土　9:30 - 10:00
- 鳳ハマ子のポテチン・ラジオ 土　19:30 - 20:00
- 妄想デンジャラス　土　20:00 - 20:30
- STO 土　22:00 - 23:00
- N-mix Radio Night 土（日曜深夜）　24:00 - 25:00
- こころ爽やか!健康相談室 日　9:45 - 10:00
- モグモグ 日　12:00 - 14:00※収録番組
- 小さな努力で大きな防災 日　15:00 - 15:15
- キノエデザインpresents 「深呼吸するラジオ」 日　16:00 - 16:15
- ようこそ!川柳広場へ 日　18:30 - 19:00
- まゆみんの幸せ術 日（隔週 再放送） 23:00 - 23:30
- 谷五郎はりまーるラジオ - BAN-BANラジオと共同制作
- ラジネットひょうご

### 他局共同制作番組
- スターダスト・レビューの星になるまで（調布FM）
- ケニー大倉のポップンロールコレクション（調布FM）
- ジンケトリオ（j-clamp）
- EmiLyのおしゃれにトーク（j-clamp）
- 電大でよかった！（j-clamp）
- 堀江淳のミュージックアワー（j-clamp）
- 弁護士奥山倫幸のロック裁判所（j-clamp）
- SPACE SHOWER RADIO（FM-JAGA）
- みんなあつまれ！ワクワクサワー（ボイス・キュー）
- ひろこの音部屋（Chao!）

### ミュージックバード制作時差番組
- デジタル建設ジャーナル 金曜深夜 1:00 - 2:00
- JP TOP20 日曜深夜0:00 - 2:00

### 終了した番組
- おはよう!みっきぃ
- うえのまる発・情報満載ラジオ
- 週刊!みっきぃ金曜倶楽部
- みっきぃ!サンセットライぶらり～
- ミュージックランド
- みっきぃ歌謡サロン
- ラジオ「三木学講座」
- 梅谷陽子のマイフェイバリットSings
- ZIG－ZAGステーション
- 俳句DEみっきぃ
- 森の音屋　風花ぼいす
- 谷五郎のOH!Myブルーグラス
- ステテコ隊がいく!

## スタッフ
- 代表取締役社長 : 竹内良一[1]
- 総務部 : 居戸洋忠[5]
- 局長 : 大森繁伸[6]
- 運営補佐 : 西岡志保
- 総務・営業 : 吉川いずみ
- 制作 : 戸田千春